# Новоселки (Сарактаський район)
Новосе́лки (рос. Новосёлки) — село у складі Сарактаського району Оренбурзької області, Росія.

## Населення
Населення — 176 осіб (2010; 246 у 2002).
Національний склад (станом на 2002 рік):
- росіяни — 94 %